# Chiasmia austera
Chiasmia austera es una especie de polilla de la familia Geometridae, descrita por primera vez por Louis Beethoven Prout en 1932 con distribución en Zaire. El holotipo de la especie fue descrita en el sector Mougambi del antiguo Congo Belga, previo a la Zairinización. Es una polilla mediana con una envergadura de 38 milímetros (1,5 plg) y probablemente relacionada con Chiasmia rectistriaria.